# Tywilliam Pacheco
Tywilliam Pacheco (15 gennaio 1989) è uno schermidore brasiliano.

## Palmarès
In carriera ha conseguito i seguenti risultati:
- Giochi Panamericani:

Guadalajara 2011: bronzo nella sciabola a squadre.